# Rainbow Islands: The Story of Bubble Bobble 2
Rainbow Islands: The Story of Bubble Bobble 2, kortweg Rainbow Islands, is een arcadespel dat werd ontwikkeld en uitgegeven door Taito. De ontwerper van het spel is Fukio Mitsuji. Het spel werd uitgebracht in 1987. Het spel is het vervolg op Bubble Bobble. Het spel kan met één of met twee spelers om de beurt gespeeld worden.

## Platforms
| Jaar | Platform                                                |
| ---- | ------------------------------------------------------- |
| 1987 | Arcade                                                  |
| 1988 | NES                                                     |
| 1990 | Amiga, Amstrad CPC, Atari ST, Commodore 64, ZX Spectrum |
| 1993 | SEGA Master System, TurboGrafx CD                       |
| 2001 | Game Boy Color                                          |
| 2005 | J2ME                                                    |

## Ontvangst
| Beoordeeld door                | Platform           | Jaar | Score |
| ------------------------------ | ------------------ | ---- | ----- |
| Pixel-Heroes.de                | Commodore 64       | 2005 | 100%  |
| Pixel-Heroes.de                | Atari ST           | 2005 | 100%  |
| Amiga Format                   | Amiga              | 1990 | 95%   |
| Zzap!                          | Amiga              | 1989 | 92%   |
| Power Play                     | Atari ST           | 1990 | 90%   |
| CU Amiga                       | Amiga              | 1989 | 88%   |
| Amiga Joker                    | Amiga              | 1990 | 85%   |
| Retrogaming History            | SEGA Master System | 2008 | 80%   |
| Mega Fun                       | SEGA Master System | 1993 | 78%   |
| ASM (Aktueller Software Markt) | Amiga              | 1990 | 75%   |
| Mega Fun                       | TurboGrafx CD      | 1993 | 73%   |
| HonestGamers                   | NES                | 2013 | 70%   |
| Power Play                     | Commodore 64       | 1990 | 67%   |
| Video Games                    | SEGA Master System | 1993 | 64%   |
| GamePro (USA)                  | NES                | 1993 | 60%   |
| Defunct Games                  | SEGA Master System | 2007 | 55%   |

## Trivia
- Het spel is opgenomen in het boek 1001 Video Games You Must Play Before You Die van Tony Mott.